# Marek Andrysek
Marek Andrysek (ur. 5 sierpnia 1966 w Chorzowie) – polski akordeonista i pedagog.
Absolwent Akademii Muzycznej w Katowicach (klasa Joachima Pichury; dyplom z wyróżnieniem w 1989). Profesor sztuk muzycznych, profesor nadzwyczajny Akademii Muzycznej w Katowicach. Wicedyrektor w Państwowej Szkole Muzycznej I i II stopnia im. Grzegorza Fitelberga w Chorzowie.
Laureat międzynarodowych konkursów muzycznych (m.in. w Klinghental - I nagroda, Arenzano - IV miejsce, Bardolino - I nagroda i Grand Prix, Castelfidardo - III miejsce). W latach 1987–1997 członek Śląskiego Kwintetu Akordeonowego. Od 1988 członek duetu akordeonowego Acco-Duo (wraz z Jerzym Sieczką). Wystąpił na kilkunastu płytach CD (m.in. nagrania w wytwórniach Naxos, CD Accord, MTJ). Jedna z nich była nominowana do Nagrody Muzycznej Fryderyk 2013 w kategorii Album Roku Muzyka Współczesna.